# Dehles
Dehles ist ein Ortsteil der Gemeinde Weischlitz im Vogtlandkreis in Sachsen. Gemeinsam mit dem Ortsteil Reinhardtswalde wurde Dehles am 1. März 1994 in die Gemeinde Reuth eingemeindet, die am 1. Januar 2017 zur Gemeinde Weischlitz kam.

## Geographie

### Lage und Verkehr
Das Straßendorf mit Gelängeflur Dehles befand sich im Süden der einstigen Gemeinde Reuth, heute im Westen der Gemeinde Weischlitz. Der Ort liegt am Dehlesbach auf einer höheren Ebene südlich des Berges Hohe Wache (603 Meter über NN) und dem Nachbarberg Wache (557 m NN) in kupierter Gemarkung. Durch Dehles verläuft die Kreisstraße 7868.
Dehles befindet sich im Westen des Vogtlandkreises und im sächsischen Teil des historischen Vogtlands. Geografisch liegt der Ort im Südwesten des Naturraums Vogtland (Übergang von Thüringer Schiefergebirge ins Mittelvogtländische Kuppenland) sowie im Landschaftsschutzgebiet Burgsteinlandschaft.
Der Ort ist mit der vertakteten RufBus-Linie 47 des Verkehrsverbunds Vogtland an Weischlitz und Plauen angebunden.

### Nachbarorte
| Schönlind       | Thossen                                     | Rodersdorf |
| Reinhardtswalde | Kompassrose, die auf Nachbargemeinden zeigt | Steins     |
| Kemnitz         |                                             | Schwand    |

## Geschichte
Der Ortsname „Deles“ wurde erstmals 1418 urkundlich genannt. 1590 sprach man schon von „Dehles“ und 1640 von „Döhles“, bevor 1791 Dehles wieder auftauchte, wie das Dorf heute noch genannt wird. Bezüglich der Grundherrschaft gehörte Dehles im Jahr 1583 anteilig zu den Rittergütern Kloschwitz und Reuth. Im Jahr 1764 unterstand der Ort neben den Rittergütern Reuth und Kloschwitz auch anteilig dem Rittergut Schwand und als Amtsdorf zum Amt Plauen. Kirchlich gehört Dehles seit jeher zur Kirchgemeinde Thossen. Dehles gehörte bis 1856 zum kursächsischen bzw. königlich-sächsischen Amt Plauen. 1856 wurde der Ort dem Gerichtsamt Plauen und 1875 der Amtshauptmannschaft Plauen angegliedert. Dehles besaß bis vor dem Ersten Weltkrieg eine Windmühle. Nach ihrem Abriss wurde das Getriebe in der Holländerwindmühle Syrau eingebaut.
Durch die zweite Kreisreform in der DDR kam die Gemeinde Dehles im Jahr 1952 zum Kreis Plauen-Land im Bezirk Chemnitz (1953 in Bezirk Karl-Marx-Stadt umbenannt). Am 1. Januar 1957 erfolgte die Eingemeindung von Reinhardtswalde nach Dehles. Die Gemeinde Dehles mit Reinhardtswalde gehörte ab 1990 zum sächsischen Landkreis Plauen. Am 1. Januar 1994 wurde sie nach Reuth eingemeindet. Diese gehörte seit 1996 zum Vogtlandkreis. Am 1. Januar 2017 wurde die Gemeinde Reuth mit Dehles und allen anderen Ortsteilen nach Weischlitz eingemeindet.